# 本頓 (密蘇里州)
本頓（英語：Benton）是位於美國密蘇里州斯科特縣的城市。同時該地也是斯科特縣的縣治。

## 人口
根據2020年美國人口普查的數據，本頓的面積為1.65平方千米，皆為陸地。當地共有人口866人，而人口密度為每平方千米525人。